# Entyloma henningsianum
Entyloma henningsianum är en svampart som beskrevs av Dietel & P. Syd. 1900. Entyloma henningsianum ingår i släktet Entyloma och familjen Entylomataceae.   Inga underarter finns listade i Catalogue of Life.